# Felipe Cazals
Felipe Cazals (Città del Messico, 28 luglio 1937 – Città del Messico, 16 ottobre 2021) è stato un regista e sceneggiatore messicano.
Il suo film Canoa ha vinto l'Orso d'argento, gran premio della giuria al Festival di Berlino 1976.

## Filmografia parziale
- Il messicano (1972)
- Los que viven donde el viento sopla suave (1973)
- Canoa (1976)
- El apando (1976)
- Las poquianchis (1976)
- Las inocentes (1986)
- Kino (1991)
- Su alteza serenissima (2000)

## Riconoscimenti
- Premio Ariel[2]
  - 1980 – Miglior regia per El año de la peste
  - 1984 – Miglior regia per Bajo la metralla
  - 2006 – Miglior regia per Las vueltas del citrillo